# Nanotermes isaacae
Nanotermes isaacae (лат.) — ископаемый вид термитов из семейства Termitidae (Termitinae), единственный в роде Nanotermes. Обнаружен в эоценовом камбейском янтаре (западная Индия, штат Гуджарат, ипрский век, 55—52 млн лет).

## Описание
Длина тела около 2 мм, что возможно даёт основания говорить об одном из самых мельчайших представителей всех термитов. Основная окраска коричневая (от светлой до тёмно-коричневой). Длина головы около 0,4 мм (длина головы до основания клипеуса 0,3 мм); длина пронотума 0,18 мм (ширина — 0,275 мм). Усики состоят из 12 члеников-флагелломеров, это минимальный параметр для Termitidae, у которых только среди некоторых представителей подсемейства Syntermitinae обнаружены роды, имеющие по 13 члеников в усиках. Наличие трёх пар шпор на голенях рассматривается необычным признаком для подсемейства Termitinae, в который новый таксон помещён предварительно.
Название рода Nanotermes является производным от слов nanos (мелкий; что связано с мельчайшим размером этих термитов) и Termes, имени типового рода Termitidae. Вид был впервые описан в 2011 году американскими палеоэнтомологами Майклом Энджелом (Engel, Michael S.) и Дэвидом Гримальди (Grimaldi, David A.) и назван isaacae в честь Шарлотты Айзик (Charlotte Isaac), обнаружившей голотип. Nanotermes — это древнейший представитель семейства Termitidae, всё прочие ископаемые находки которого были не ранее олигоцена (20 млн лет).